# Magã
Magã ou Macã (em sumério: 𒈣𒃶; romaniz.: Magan ou Makkan) foi uma antiga região mencionada nos textos cuneiformes sumérios do início do século  a.C. como fonte de cobre e diorita para a Mesopotâmia.

## Localização
A localização de Magan não é conhecida com certeza, porém a maior parte das evidências arqueológicas e geológicas sugerem que o local estaria no território do atual Omã. Alguns arqueólogos, no entanto, o colocaram na região do Iêmen conhecida como Ma'in, no sul do Alto Egito, na Núbia ou no Sudão, e outros até mesmo em partes do atual Irã ou Paquistão. O acadêmico Ranajit Pal sustenta que o Omã e parte do Irã eram Magã; de acordo com o seu ponto de vista o rei Mânio (Manium) de Magan, que também seria conhecido como Mannu, era o célebre Manu, o primeiro sacrificador do texto sagrado indiano Rigveda. O nome Oman poderia até mesmo estar relacionado com Ooumi Manu, um dos diversos Manus. Pal também afirma que Magan é o antigo Mágada dos textos indianos.

## História

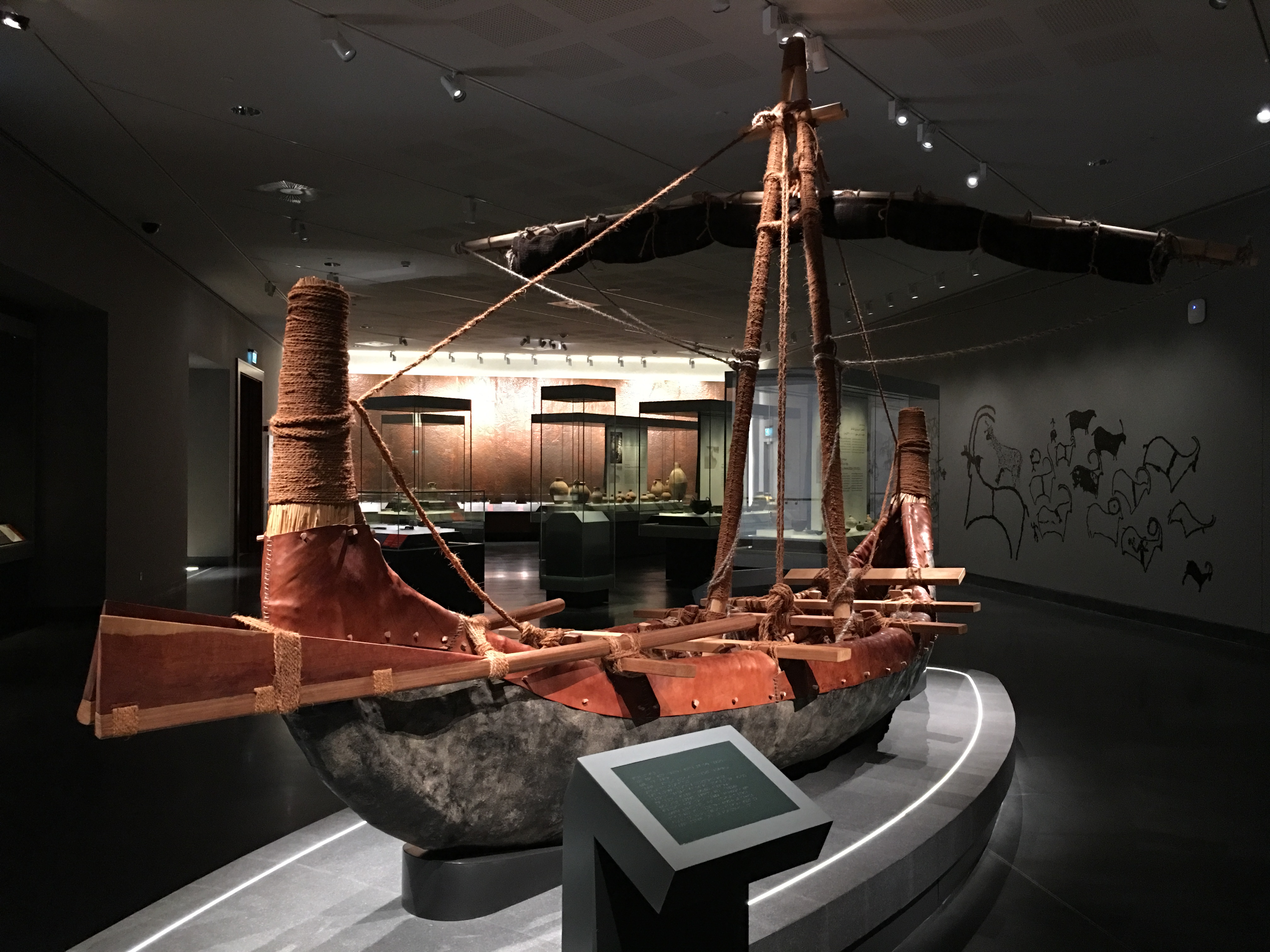
Modelo do barco de Magã.

As primeiras menções sumérias de uma terra de Magã são feitas durante o período de Umal-Nar (2600–2000 a.C.), bem como referências aos 'Senhores de Magã'. As fontes sumérias também apontam para 'Tilmum' (aceito hoje como sendo centrado no atual Bahrein) e Melua (pensado para se referir ao Vale do Indo). As campanhas acádias contra Magã ocorreram no século XXIII a.C., novamente possivelmente explicando a necessidade de fortificações, e tanto Narã-Sim quanto Manistusu, em particular, escreveram sobre uma campanha contra '32 senhores de Magã'.

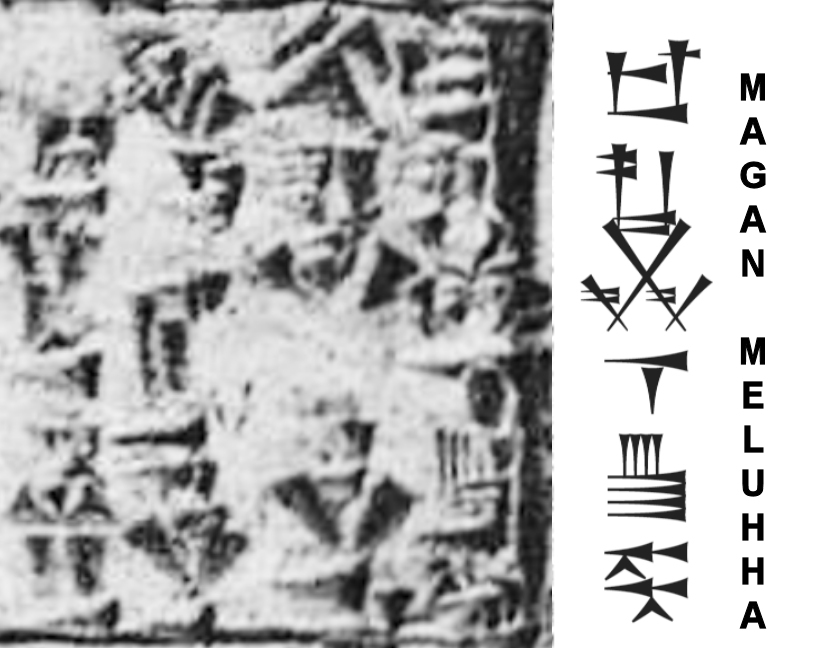
Inscrição dos cilindros de Gudea A IX: 19. Gudea menciona as devoções ao seu Templo: "Magã e Melua descerão de suas montanhas para comparecer". As palavras Magã (𒈣𒃶) e Melua (𒈨𒈛𒄩) aparecem verticalmente na primeira coluna à direita.

Narã-Sim deu o título acádio Maleque ao derrotado governante de Magã, um título que sobrevive em árabe para rei, maleque.
Magã era famosa por sua construção naval e capacidade marítima. O rei Sargão da Acádia (r. 2371–2316 a.C.) gabava-se de que seus portos eram o lar de barcos de Dilmum, Magã e Melua. Seu sucessor, Narã-Sim, não apenas conquistou Magã, mas honrou o rei de Magã Manium ao nomear a cidade de Manium-Qui na Mesopotâmia em sua homenagem.

## Comércio
O comércio entre o vale do Indo e a Suméria ocorria por meio de Magã, embora esse comércio pareça ter sido interrompido, pois Ur-Namu (r. 2113–2096 a.C.) de Ur afirmou ter 'trazido de volta os navios de Magã'. Com o fim do comércio na região do Indo, o cobre de Magã foi substituído por importações de cobre de Alásia (antigo Chipre). O comércio entre Magã e Ur foi extenso antes dos reinados dos reis gútios sobre Ur. Depois de terem sido depostos, Ur-Namu de Ur restaurou as estradas e o comércio entre as duas nações (por volta de 2 100 a.C.).